# فترة الوصاية (إمبراطورية البرازيل)
عُرف العقد الممتد بين عامي 1831 و1840 في تاريخ إمبراطورية البرازيل بفترة الوصاية على العرش، وكانت بين تنازل الإمبراطور بيدرو الأول في 7 أبريل 1831 وغولب دا مايوريداد، وذلك عندما أعلن مجلس الشيوخ بلوغ نجله، بيدرو الثاني، السن القانوني في 23 يوليو 1840.
ولد بيدرو الثاني في 2 ديسمبر 1825، وكان يبلغ من العمر، حين تنازل والده عن العرش، 5 سنوات و4 أشهر، وبالتالي لا يمكنه تولي الحكم الذي يرأسه، بموجب القانون، مجلس وصاية مؤلف من ثلاثة نواب. وخلال ذلك العقد تشكلت أربعة مجالس وصاية: المجلس الثلاثي المؤقت، والمجلس الثلاثي الدائم، والأونا (المنفرد) لديوغو أنطونيو فيجو والأونا لبيدرو دي أروجو ليما.
وكانت واحدة من أكثر الفترات الحاسمة والحافلة بالأحداث في تاريخ البرازيل؛ ففيها تحققت الوحدة الإقليمية للبلاد ونُظمت القوات المسلحة، وكانت بالإضافة إلى ذلك، الفترة التي نوقش فيها مستوى الحكم الذاتي الذي تتمتع به الأقاليم ومركزية السلطة.
وفي هذه المرحلة، حدثت سلسلة من الثورات الإقليمية المحلية، مثل الكاباناجن في غراو بارا والبالايادا في مارانياو والسابينادا في باهيا وحرب الراغامافن في ريو غراندي دو سول، وكانت الأخيرة أكبرهم وأطولهم. أظهرت هذه الثورات الاستياء المتزايد من القوة المركزية والتوترات الاجتماعية الكامنة في الأمة المستقلة حديثًا، مما حث الجهود المشتركة لخصومهم وللحكومة المركزية من أجل الحفاظ على النظام. أشار المؤرخون إلى أن فترة الوصاية كانت أول تجربة جمهورية في البرازيل، نظرًا لطبيعتها الانتخابية.

## الوصاية الثلاثية المؤقتة (1831)
على الرغم من تعليق الدورة البرلمانية، وفي غضون ساعات قليلة بعد تنحي بيدرو الأول، اجتمع أعضاء مجلس الشيوخ والنواب الذين كانوا في البلاط. وتلقوا استقالة الإمبراطور رسميًا في قصر مجلس الشيوخ من الجنرال فرانسيسكو دي ليما إي سيلفا. وانتخبوا مجلس وصاية مؤقت مكون من ثلاثة أعضاء في مجلس الشيوخ وهم: فرانسيسكو دي ليما إي سيلفا ونيكولاو بيريرا دي كامبوس فيرغييرو وجوزيه يواكيم كارنيرو دي كامبوس. وعليه، كان يضم ضابطًا عسكريًا مرموقًا وليبراليًا ومحافظًا، على الترتيب. نُص على مجلس الوصاية هذا في الباب الخامس، الفصل الخامس، المواد 121 حتى 130 من الدستور السياسي لإمبراطورية البرازيل.
وكانت إعادة الوزراء الذين أقالهم بيدرو الأول إلى مناصبهم، أحد الإجراءات الأولى لمجلس الوصاية، بمجرد توليه السلطة. وعقد المجلس التشريعي، ومنح عفوًا عن السجناء السياسيين وأخرج الأجانب المشبوهين والمتمردين من القوات العسكرية.
نُشر بيان حُث فيه الشعب على الحفاظ على النظام، وأوضح المبادئ التوجيهية السياسية والإدارية للحكومة الجديدة. وأعلن المجلس الحاكم من خلاله، مُبالِغًا، أن أعدائه «قلة وضعفاء للغاية، لدرجة أنهم لا يستحقون أي اعتبار؛ لكنه كان يراقبهم كما لو كانوا كثيرين وأقوياء». وعلى الرغم من الجهود المبذولة لاستعادة النظام، إلا أنه لم يتمكن من ردع النزاعات الدائرة بين الجنود والبرتغاليين المؤيدين لحزب الاستعادة، الذي سعى إلى إعادة بيدرو الأول على عرش البرازيل، في كل من ريو والأقاليم.
وفي 9 أبريل، بعد يومين من التنازل، كان الخليفة الشاب على العرش إمبراطورًا يُهتف بحياته. نقله المجلس الحاكم إلى القصر الإمبراطوري، حيث قُدم إلى الشعب. كان على الصبي اليافع أن يلوح بمنديله من على كرسي، في مشهد صوره الرسام الفرنسي جان بابتيست ديبريه. وفي اليوم ذاته، أصدر المجلس قرارًا بالعفو عن «المواطنين المدانين أو المحكوم عليهم بجرائم سياسية والمتهمين العسكريين المدانين بجريمة الفرار من الخدمة العسكرية».
كان بيدرو الأول قد عين جوزيه بونيفاسيو دي أندرادا إي سيلفا، معلمًا لأطفاله، بعدما أصلح معه العلاقة التي شابها انفصال مضطرب. ومن أجل حماية الإمبراطور الشاب وشقيقتاه فرانسيسكا وجانواريا، اللتان بقيتا أيضًا في البلاد، مكث الأمراء في قصر ساو كريستوفاو أو بوا فيستا، ثم في ضواحي العاصمة. ومن ثم بدأت فترة مضطربة، شُكك فيها بالوحدة الإقليمية والسلطة المركزية للبرازيل وامتُحنت من خلال أعمال الشغب والثورات والتمردات.
طلب جوزيه بونيفاسيو من الدبلوماسي الفرنسي إدوارد بونتويس تقديم الدعم لإمكانية نقل الأمير الشاب، في حال الضرورة بسبب عدم الاستقرار السياسي، إلى ساو باولو، حيث سينقل العاصمة، ليحصل منه على رد مراوغ.
بقي بيدرو الأول في المياه البرازيلية لحين عودته إلى أوروبا؛ ففي البداية، مكث الإمبراطور السابق على متن فرقاطة إنجليزية، وغادر إلى أوروبا على متن السفينة الحربية الفرنسية فولاج. وفي 13 أبريل، أعلن مجلس الوصاية رحيل الملك السابق عن البرازيل وخرج العامة إلى الشوارع للاحتفال «بسقوط الطاغية».
كان على مجلس الوصاية المؤقت التحرك على الفور لاحتواء الثورات التي اندلعت في الأقاليم: ففي باهيا، تحت ذريعة الريبة قديمة العهد من حرب الاستقلال البرازيلية، هاجم البرازيليون المواطنين البرتغاليين. وبالمثل، كان على مجلس الوصاية اتخاذ الإجراءات اللازمة في بيرنامبوكو وميناس جيرايس.
استمر الطابع المؤقت لهذا الوصاية حتى انتخاب مجلس وصاية ثلاثية جديد، أصبح حينها «دائم»، في 3 مايو 1831.

## الوصاية الثلاثية الدائمة (1831 - 1835)
عُقدت انتخابات مجلس الوصاية الثلاثية الدائم في 17 يونيو 1831، بقصر مجلس الشيوخ، إذ اجتمعت الجمعية التشريعية العامة تحت رئاسة جوزيه كايتانو دا سيلفا كوتينو، عضو مجلس الشيوخ وأسقف ساو باولو. كان الأوصياء المنتخبون النواب جوزيه دا كوستا كارفالو من باهيا، وجواو براوليو مونيز من ماراناو، والسيناتور فرانسيسكو دي ليما إي سيلفا من ريو دي جانيرو. استندت الانتخابات إلى المادة 123 من دستور عام 1824. نظرًا لأن المعتدلين شكلوا الأغلبية في البرلمان، فإن الأوصياء المنتخبين كانوا أيضًا مناصرين لهذا الجانب، وبالتالي استُبعد المتطرفون (بأقلية كبيرة، وخاصة في مجلس النواب).
سعت تشكيلة هذا الثلاثي إلى الحفاظ على توازن القوى الذي كان موجودًا أساسًا في مجلس الوصاية المؤقتة: إذ مثّل جواو براوليو مونيز من ماراناو الشمال والشمال الشرقي، فقد حل محل كارنيرو دي كامبوس في هذا الدور؛ مثّل الجنوب والجنوب الشرقي كوستا كارفالو، والذي على الرغم من ولادته في باهيا، كان مستقرًا في ساو باولو، حيث نشر دورية أو فارول بوليستانو. وبالتالي، كان ليما إي سيلفا الوحيد الذي أُعيد انتخابه من مجلس الوصاية المؤقت.
وتحت قيادته، شجع مجلس الوصاية المنتخب حديثًا إصلاحات مدارس الطب في ريو والسلفادور، وتحويلها إلى كليات جامعية؛ أُعيد تنظيم السلطة القضائية واعتُمد إجراء المحاكمات أمام هيئة المحلفين.

### الإصلاح الليبرالي: حدود سلطة الاعتدال
كان إصلاح التشريع الذي ينظم الوصاية نفسها، من بين الإجراءات الأولى التي اقترحتها الأغلبية الليبرالية. صيغ هذا التعديل من قِبل النائب فرانسيسكو دي باولا سوسا إي ميلو، والوصي كوستا كارفالو، وأونوريو إيرميتو كارنيرو لياو، من إقليم ميناس جيرايس، وهدف إلى رفع هيمنة السلطة التشريعية على السلطة التنفيذية.
ومن خلال الإصلاح، أصبحت سلطة الاعتدال تُمارس من قِبل مجلس الوصاية نفسه، من خلال الوزير المكلف بهذه السلطة، وقُلصت صلاحياتها بشكل أكبر. وعلى عكس ما أقره الإمبراطور بيدرو الأول لأول مرة، لم تعد تملك سلطة عزل مجلس النواب - على الرغم من أن ذلك قد سبق وأُدرج ضمن التغييرات التي أُجريت خلال الوصاية المؤقتة، والتي لم تستطع أيضًا منح الألقاب النبيلة أو الأوسمة.